# Mastník (Moldau)

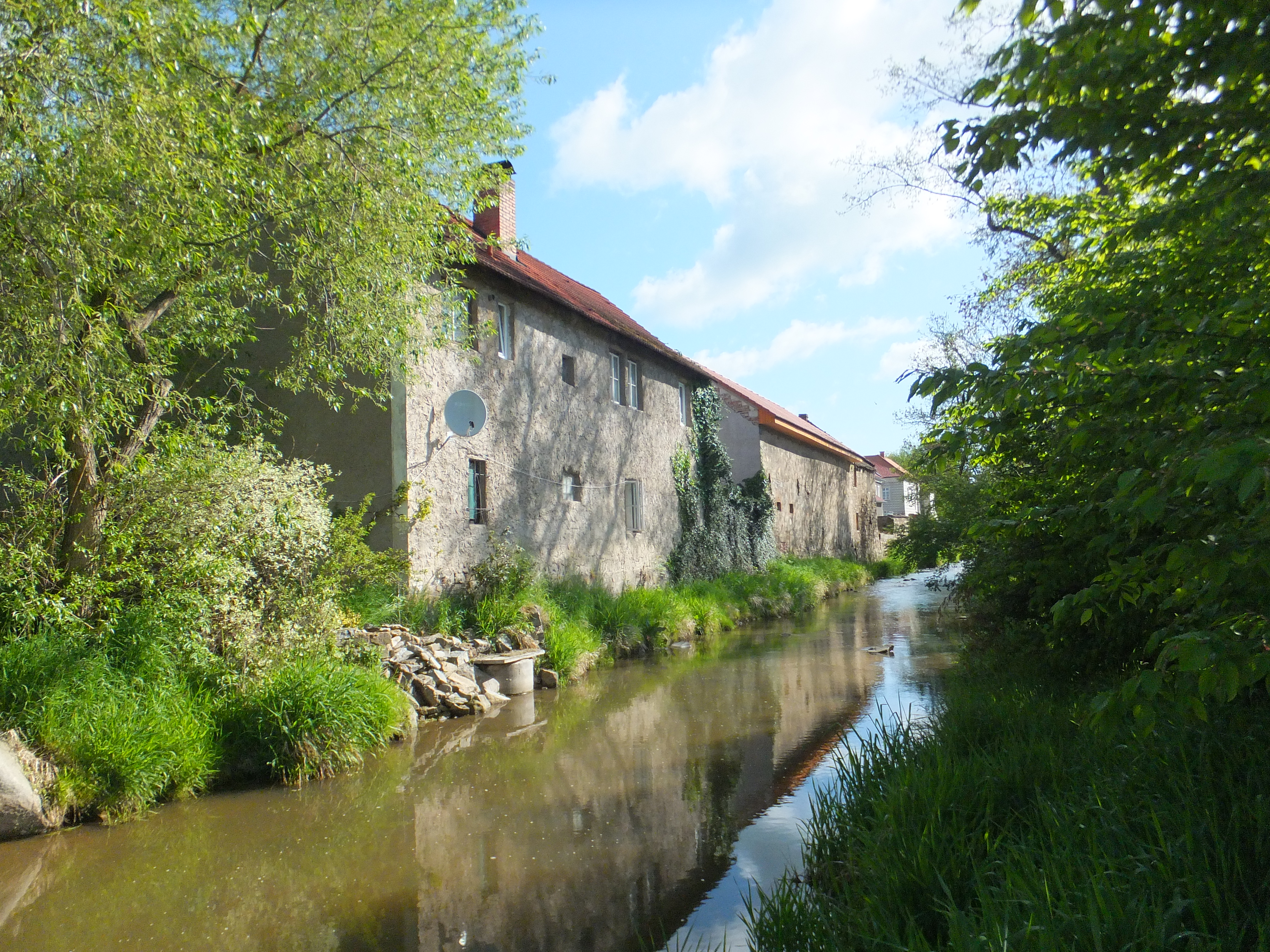
Der Mastník in Kosova Hora

Der Mastník (deutsch Mastnik), am Oberlauf auch Radíčský potok, ist ein rechter Zufluss der Moldau/Vltava in Tschechien. 

## Verlauf
Der Mastník entspringt am nordöstlichen Ortsrand von Střezimíř. Seine Quelle liegt am Osthang des Větrov (639 m n.m.) in der zum Mittelböhmischen Hügelland gehörigen Vlašimská pahorkatina (Wlaschimer Hügelland). An seinem zunächst nach Osten führenden Oberlauf wird der Bach zwischen Střezimíř und Střezimíř-u nádraží in den Teichen Krčmář und Lhotský rybník gestaut. Am Bahnhof Střezimíř überbrückt die Bahnstrecke České Velenice–Praha den Bach. Dort nimmt der Mastník nördliche Richtung und fließt vorbei an Lázne, Vestec, Milhostice, Cihelna, Hvízdalka, Červený Újezd, Žibkov, Styrov, Dolní Nové Dvory, U Kubátů, U Hospodského, Horni Borek, Zátiší und U Váňů nach Ješetice. Nachfolgend fließt der Mastník vorbei an Radíč und Jíví nach Nordwesten; bei Jiříkovec nimmt er wieder nördliche Richtung. Zu beiden Seiten des Baches folgen dann die Orte Bída, Číšťovice, Karasova Lhota, Jarešův Mlýn, Heřmaničky, Strašík und Na Podskale. Westlich von Arnoštovice überquert die Bahnstrecke České Velenice–Praha das Tal des Mastník. Entlang seines nun wieder nach Nordwesten führenden Laufes liegen Drahnov, Peklo, Velké Heřmanice und Durdice. Bei Martinice wird der Mastník im Teich Velký Mastník gestaut. Danach fließt der Bach vorbei an Mastník, Bučovice, Zahrádka, Křenovice, Drábův Mlýn, Vysoká, Podolí, Vojkov, Vrbský Mlýn, Pojezdec nach Vyšatoly, wo ihn die Staatsstraße I/18 zwischen Vrchotovy Janovice und Kosova Hora überquert. Mit westlicher Richtung fließt der Mastník danach über Kosova Hora, Červený Hrádek, Xaverov und Lhotka nach Sedlčany. Dort nimmt der Mastník, der bis dahin auch Radíčský potok genannt wird, östlich des Stadtzentrums nördliche Richtung und folgt damit dem Lauf seinen Zuflusses Sedlecký potok. Vorbei an Panský Mlýn, Roudný, Zberaz, Na Chalupách, Sestrouň, Brožná, Osečany, Úsuší, Chýnov, Ohrada und Vesce bildet der Mastník an seinem Unterlauf ein zunehmend enger werdendes felsiges Tal. Unterhalb von Radíč windet sich der Bach in mehreren Schleifen durch ein enges bewaldetes Kerbtal, an dem Dubliny, Líšnice und die Burgruine Kozí Hřbet liegen. Der letzte Abschnitt der Mastník-Mäander unterhalb des Wehrs an der Pohořelka (393 m n.m.) ist durch den Moldaustausee Slapy geflutet. Entlang des Tales liegen Kasárna, Na Kasárně, Poličany, Paseka, das Oppidum Hrazany, Hradnice, der Burgstall Červenka, Žlíbek und Suchá Louka. Zwischen der Burgruine Ostromeč und Nová Živohošť mündet der Mastník nach 47,3 Kilometern in die Moldau.
An der Einmündung des Mastník in die Moldau befand sich früher die Siedlung Ústí, die ebenso wie das oberhalb gelegene Borákov und das linksmoldauisch gegenüber gelegene Kobylníky im Jahre 1955 mit dem Stausee Slapy überflutet wurde.
Ab Sedlčany ist der Mastník befahrbar. Zwischen Střezimíř und Heřmaničky führt die Bahnstrecke České Velenice–Praha durch das Tal des Mastník. Die Bahnstrecke Olbramovice–Sedlčany folgt dem Lauf des Baches zwischen Vyšatoly und Sedlčany.

## Geschichte
Der Oberlauf des Mastník vor Sedlčany wurde im 17. Jahrhundert Zlatý potok genannt. Später wurde die Wasserkraft zum Antrieb von 32 Mühlen und Brettsägen genützt.

## Osterfahrt
Seit 1987 am Ostersonntag findet zwischen Sedlčany und Radíč auf dem Mastník eine von Veranstaltern aus Sedlčany und dem Verleihschiff Samba organisierte 10 Kilometer lange Osterfahrt für Kanuten statt. Zur Verbesserung des Wasserstandes wird dazu der Teich Velký Mastník abgelassen. Im Jahre 2010 beteiligten sich 300 Kanuten an der Osterfahrt, 2011 waren es bereits 400.

## Zuflüsse
- Kladinský potok (r), bei Hvízdalka
- Novoměstský potok (r), bei U Kubátů
- Jalový potok (r), bei U Váňů
- Radíčský potok (l), bei Radíč
- Smilkovský potok (r), unterhalb von Strašík
- Farandský potok (r), bei Martinice im Teich Velký Mastník
- Nezdický potok (r), bei Nezdice
- Březina (l), unterhalb von Bučovice
- Křenovický potok (l), bei Křenovice
- Klokočovský potok (r), bei Drábův Mlýn
- Bezmířský potok (r), in Podoli
- Lovčický potok (l), oberhalb von Vyšatoly
- Kramšovenský potok (l), in Kosova Hora
- Chrastavský potok (r), in Kosova Hora
- Janovský potok (l), bei Xaverov
- Sedlecký potok (l), in Sedlčany
- Vítěžský potok (r), bei Panský Mlýn
- Zberazský potok (r), bei Na Chalupách
- Sestrouňský potok (r), bei Sestrouň
- Lužnice (l), unterhalb von Osečany
- Dublinský potok (r), bei Dubliny
- Křečovický potok (r), bei Líšnice
- Nahorubský potok (r), bei Na Kasárně
- Hrazanský potok (l), oberhalb von Hradnice

## Durchflossene Teiche
- Krčmář, bei Střezimíř
- Lhotský rybník, bei Střezimíř-u nádraží
- Ješetický pilský rybník, bei Zátiší
- Velký Mastník, bei Martinice
- Malý Mastník, bei Mastník